# Nokia Pure
Nokia Pure est une famille de polices de caractères linéales humanistes conçues par la fonderie typographique Dalton Maag pour Nokia pour un usage dans les médias numériques et les différentes plateformes de Nokia,. Elle a reçu le prix Designs of the Year du Design Museum de Londres et le prix Granshan pour ses caractères arméniens, cyrilliques et grecs. Elle couvre un grand nombre de systèmes d’écriture, notamment les écritures latine, cyrillique, grecque, arabe, hébraïque, devanagari et thaï en 2011, et a ensuite été étendue pour couvrir les écritures arménienne, éthiopienne, malayalam, tamoul, kannada, télougou, gourmoukhi, goudjarati, bengali, oriya, cingalaise, khmer, chinoise et klingon.
Elle a reçu le prix du design de l’année 2012 du London Design Museum.